# Haplosclerida
Gli Aploscleridi (Haplosclerida Topsent, 1928) sono un ordine di spugne della classe Demospongiae.

## Tassonomia
Comprende 13 famiglie raggruppate in 3 sottordini:
- Sottordine Haplosclerina
  - Callyspongiidae de Laubenfels, 1936
  - Chalinidae Gray, 1867
  - Niphatidae van Soest, 1980
- Sottordine Petrosina
  - Calcifibrospongiidae Hartman, 1979
  - Petrosiidae van Soest, 1980
  - Phloeodictyidae Carter, 1882
- Sottordine Spongillina
  - Lubomirskiidae Rezvoi, 1936
  - Malawispongiidae Manconi & Pronzato, 2002
  - Metaniidae Volkmer-Ribeiro, 1986
  - Metschnikowiidae Czerniawsky, 1880
  - Palaeospongillidae Volkmer-Ribeiro & Reitner, 1991
  - Potamolepidae Brien, 1967
  - Spongillidae Gray, 1867